# Wysszaja liga kirgiska w piłce nożnej (2012)
Wysszaja liga (2012) – 21. edycja najwyższej piłkarskiej klasy rozgrywkowej w Kirgistanie. W rozgrywkach wzięło udział 8 drużyn, grając systemem kołowym w 4 rundach. Tytuł obroniła drużyna Dordoj Biszkek. Wicemistrzem został zespół Ałga Biszkek, a trzecie miejsce zdobyła drużyna Ałaj Osz. Tytuł króla strzelców zdobył Kajumdżan Szaripow, który w barwach klubu Dordoj Biszkek strzelił 17 goli.

## Tabela końcowa
| Lp. | Drużyna              | M  | Z  | R | P  | Bramki | Bramki | Różn. | Pkt | Uwagi |
| --- | -------------------- | -- | -- | - | -- | ------ | ------ | ----- | --- | ----- |
| 1   | Dordoj Biszkek       | 28 | 24 | 2 | 2  | 89     | 17     | +72   | 74  |       |
| 2   | Ałga Biszkek         | 28 | 18 | 4 | 6  | 61     | 26     | +35   | 58  |       |
| 3   | Ałaj Osz             | 28 | 14 | 7 | 7  | 45     | 27     | +18   | 49  |       |
| 4   | Dinamo-Polot Biszkek | 28 | 14 | 6 | 8  | 51     | 35     | +16   | 48  |       |
| 5   | Abdysz-Ata Kant      | 28 | 13 | 8 | 7  | 51     | 21     | +30   | 47  |       |
| 6   | Ala-Too Naryn        | 28 | 9  | 3 | 16 | 39     | 50     | −11   | 30  |       |
| 7   | Chimik Karabałta     | 28 | 2  | 1 | 25 | 14     | 94     | −80   | 7   |       |
| 8   | FC-95 Biszkek        | 28 | 2  | 1 | 25 | 13     | 93     | −80   | 7   |       |

## Najlepsi strzelcy
| LP | Piłkarz            | Drużyna                        | Bramki |
| -- | ------------------ | ------------------------------ | ------ |
| 1  | Kajumdżan Szaripow | Dordoj Biszkek                 | 17     |
| 2  | Siergiej Kaleutin  | Abdysz-Ata Kant/Dordoj Biszkek | 16     |
| 2  | Azamat Bajmatow    | Dordoj Biszkek                 | 16     |
| 4  | Tursunały Rustamow | Ałga Biszkek                   | 12     |
| 5  | Claude Maka Kum    | Dordoj Biszkek                 | 10     |